# 鉤虫症
鉤虫症（こうちゅうしょう、英: Ancylostomiasis）は、鉤虫属の鉤虫を原因とする寄生虫病の一種である。

## 病名
鉤虫症のほかに、十二指腸虫症、若菜病、肥まけ、肥かぶれなどともよばれる。

## 症状
感染時にかゆみを伴う皮膚炎を起こす。幼虫の刺激により咳・咽頭炎を起こす。
重症の場合、寄生虫の吸血により軽症～重症の鉄欠乏性貧血を起こす。
異食症を伴う場合もある。

## 疫学
亜熱帯から熱帯にひろく分布する。
戦前までは日本中で症例が多数みられ、埼玉県では「埼玉病」と呼ばれており、大正期に罹病率の高かった地域は水田の多い北葛飾郡・南埼玉郡・北埼玉郡の三郡であったとされる。これは近世中期以降、この地域が江戸からの下肥需要圏であり、河川を利用した肥船による下肥移入が多かったためとされる。

## 伝播形式
ヒト－ヒト感染はない。糞便とともに排出された虫卵が適切な条件の土壌中で孵化し幼虫となる。通常裸足の皮膚から浸入し、肺、気管支、喉頭を経て消化管に入り、小腸粘膜で成虫となり、排卵を開始する。生野菜、浅漬けから経口感染することもある。

## 診断
便中に虫卵を検出する。

## 予防
流行地域での裸足歩行を避ける。また、流行地での生野菜、浅漬けの摂取を避ける。

## 治療
メベンダゾール、アルベンダゾール、レバミゾール、ピランテル・パモエイトなどを服用する。
鉄欠乏性貧血の治療も並行して行う。
2週間の間隔を置いて検便する。

## 付帯情報
- Ancylostoma brazilienseは皮膚幼虫移行症を引き起こす。
- トキソカラ属は内臓幼虫移行症を引き起こす[3]。